# تیژانا فیلیپوویچ
تیژانا فیلیپوویچ (انگلیسی: Tijana Filipović؛ زادهٔ ۲۶ مهٔ ۱۹۹۹) بازیکن فوتبال است.
وی همچنین در تیم ملی فوتبال Serbia بازی کرده‌است.